# حزب کمونیست ترکمنستان (۱۹۹۸)
حزب کمونیست ترکمنستان (به ترکمنی: Türkmenistanyň Kommunistik Partiyasy (TKP)، به روسی: Коммунистическая партия Туркменистана) یک حزب سیاسی کمونیست در کشور ترکمنستان است که در سال ۱۹۹۸ تأسیس شد.
حزب کمونیست اصلی ترکمنستان وقتی جمهوری ترکمنستان در سال ۱۹۲۴ به وجود آمد، تأسیس شد. در دسامبر ۱۹۹۱ منحل شد و به عنوان حزب دموکرات ترکمنستان که از آن زمان بر کشور حاکم است، دوباره تأسیس شد. در سال ۱۹۹۲ کمیته تشکیلاتی برای احیای حزب کمونیست تأسیس شد اما این حزب قانونی نشد. در سال ۱۹۹۸ کنگره مؤسس TKP برگزار شد و تا سال ۲۰۰۲ به صورت نیمه قانونی فعالیت می‌کرد. در آن دوره، سردار راخیموف، سفیر پیشین در پاکستان رهبر حزب کمونیست شد و این حزب به عضویت UCP-CPSU درآمد. در سال ۲۰۰۲ رژیم ادعا کرد که یک حمله تروریستی به رئیس‌جمهور ساپارمورات نیازوف رخ داده‌است. حدود شصت نفر دستگیر شدند که سردار راخیموف در میان آنها بود و به حبس‌های طولانی مدت محکوم شدند. از آن زمان حزب کمونیست ترکمنستان به عنوان یک حزب غیرقانونی معرفی شد.